# Pompás hóvirág
A pompás hóvirág (Galanthus elwesii) az egyszikűek (Liliopsida) osztályának spárgavirágúak (Asparagales) rendjébe, ezen belül az amarilliszfélék (Amaryllidaceae) családjába tartozó faj.

## Előfordulása
A pompás hóvirág eredeti előfordulási területe a Dél-Ukrajna, Anatólia és a Balkán. Azonban az ember betelepítette Ausztriába és az Amerikai Egyesült Államokbeli New York, Ohio és Pennsylvania államokba. Magyarországon mint kertészeti dísznövény van jelen a kertekben, parkokban.

## Változatai
- Galanthus elwesii var. elwesii
- Galanthus elwesii var. monostictus P.D.Sell

## Képek

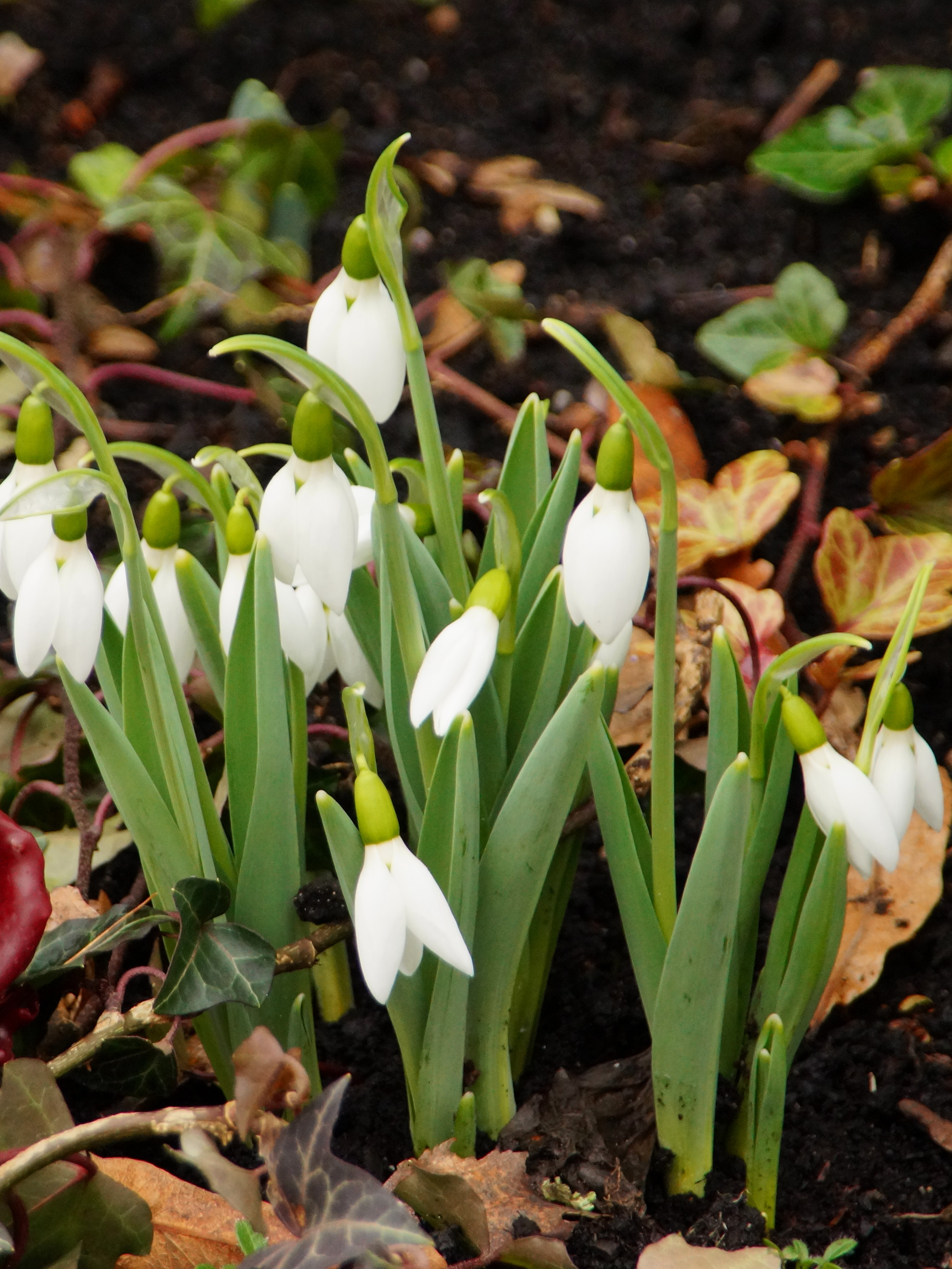
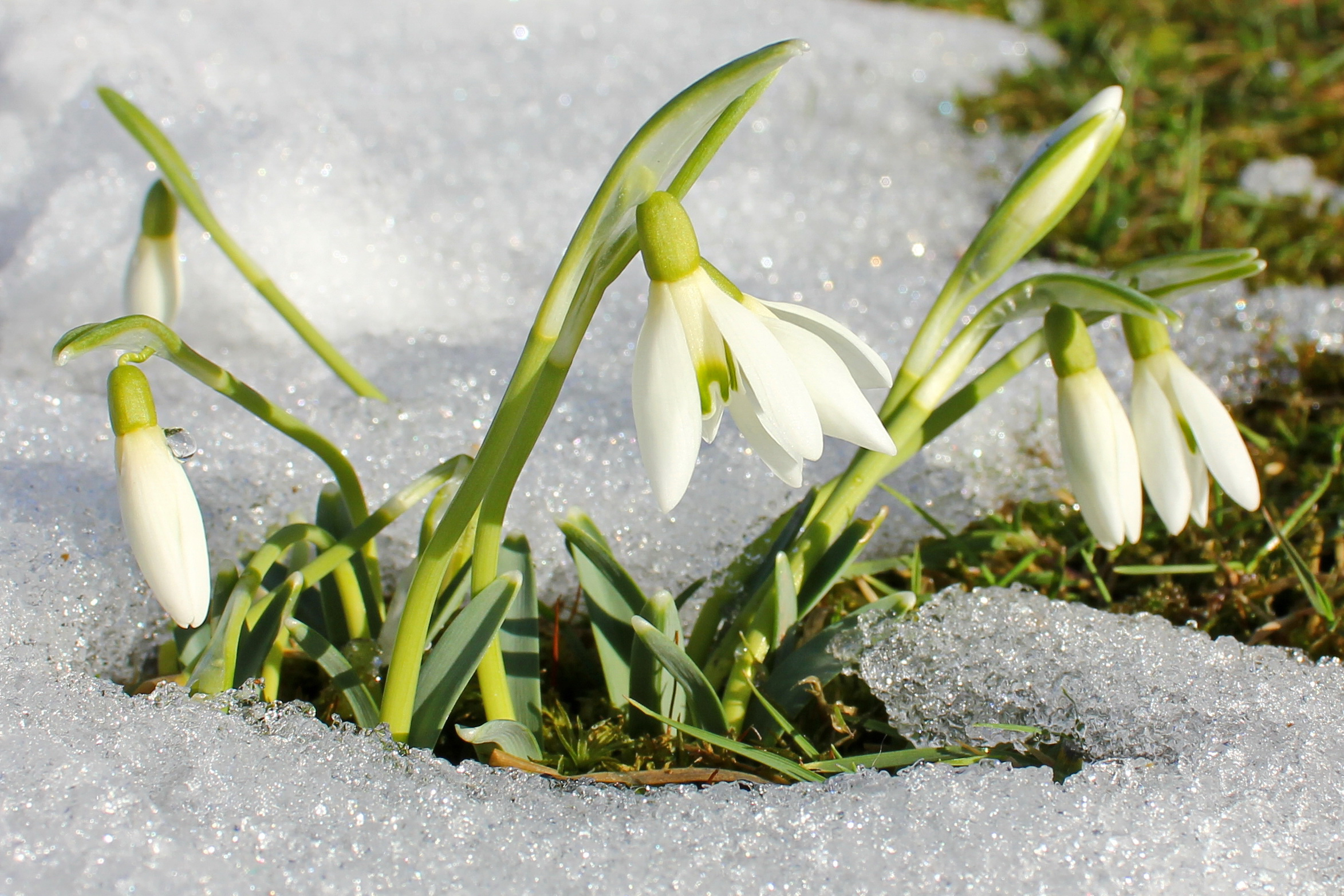
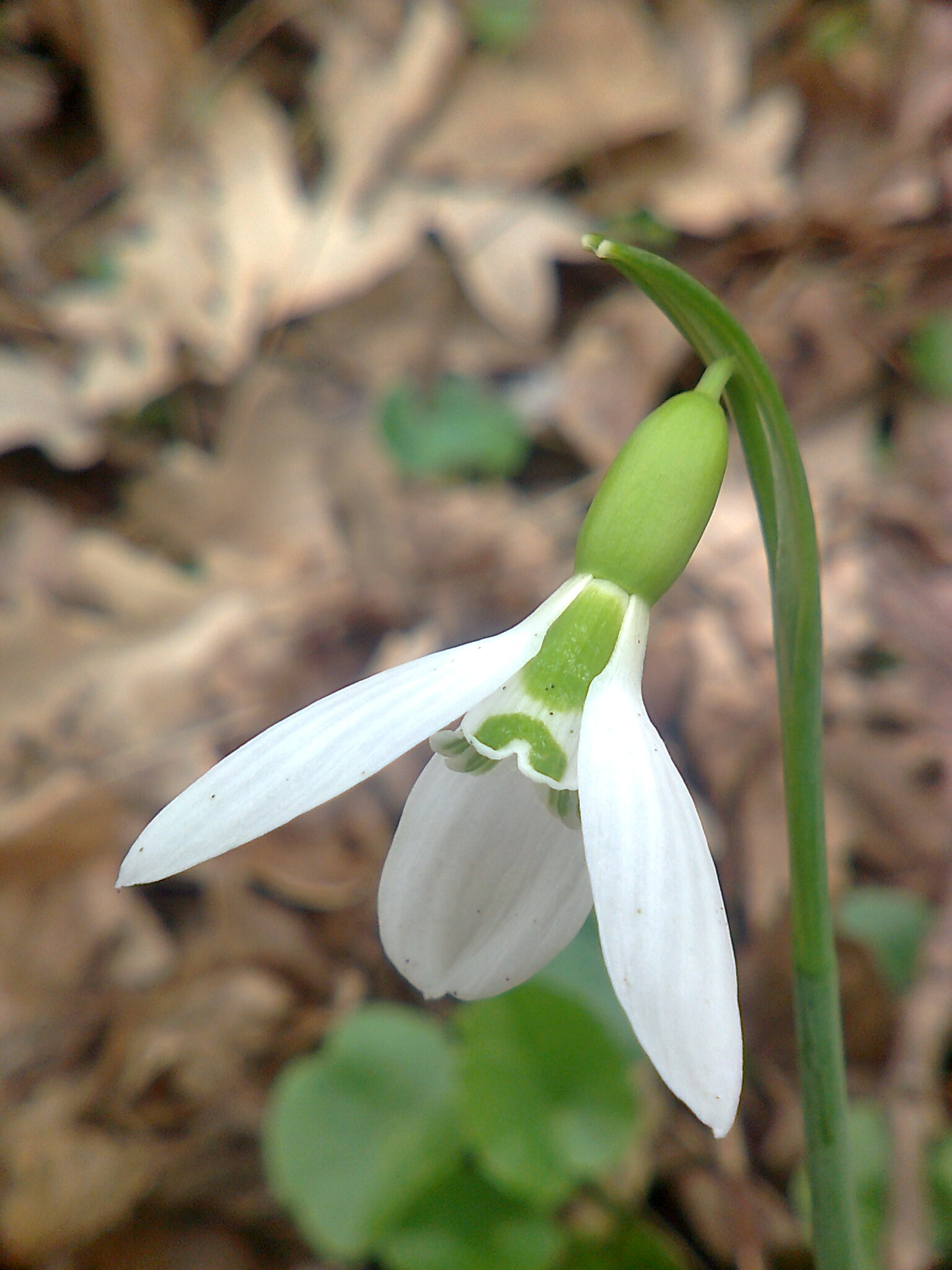
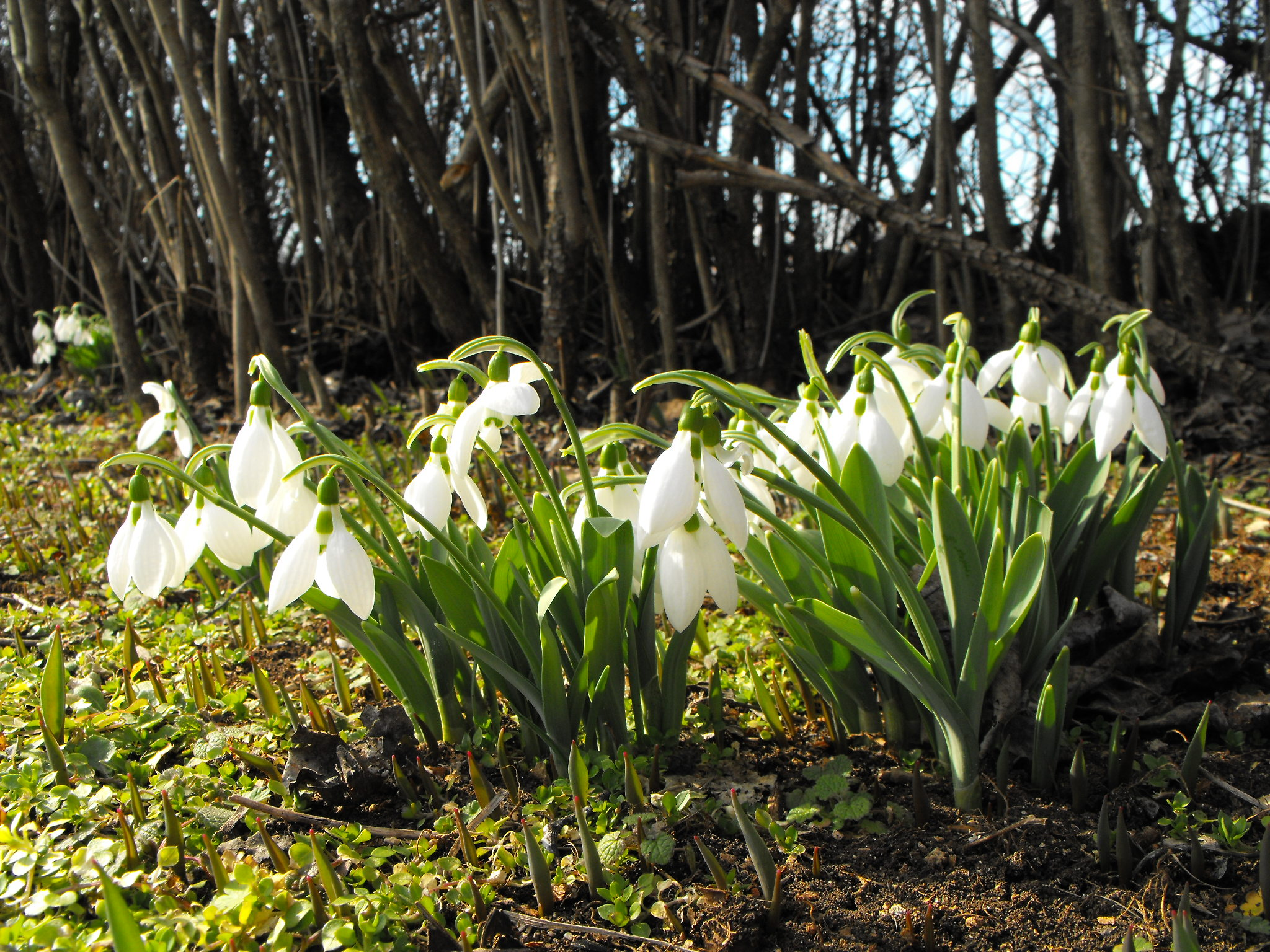
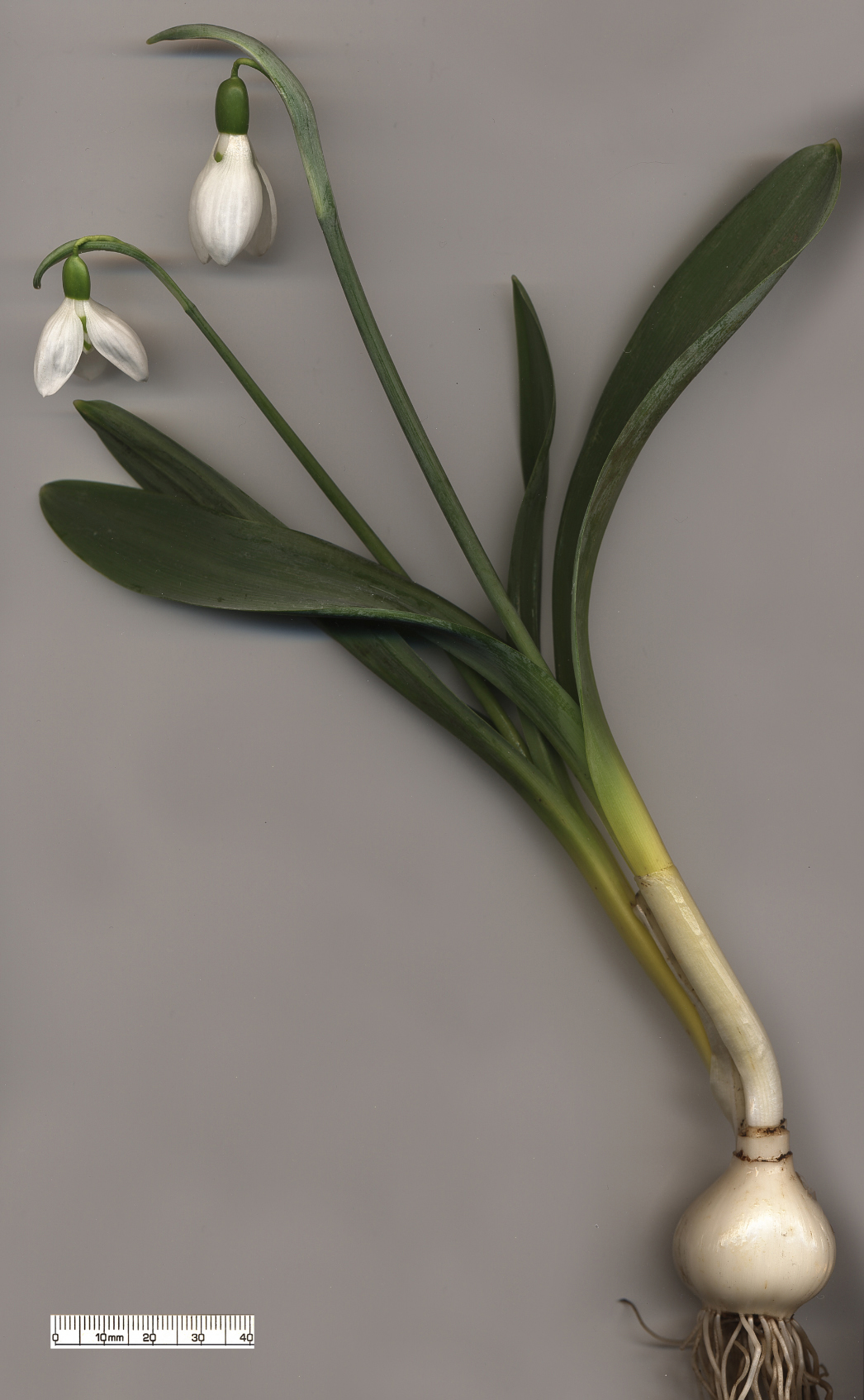

## Megjelenése
Viszonylag nagy termetű, kocsánya 20–25 centiméteres magasságban is lehet, ezért főleg ezzel a fajjal és változataival találkozhatunk a kiskertekben. Novemberben kihajt, s olykor már december végén virágozni kezd. Levelei szélesek, szürkészöldek, a belső lepellevelek külső oldala - változattól függően - tövénél és csúcsánál, vagy csak a csúcsánál, esetleg végig zöld.